# Munkevatten
Munkevatten är en sjö i Stenungsunds kommun i Bohuslän och ingår i Göta älv-Bäveåns kustområde. Sjön är 6,2 meter djup, har en yta på 0,006 kvadratkilometer och befinner sig 110 meter över havet.